# Парк імені Тараса Шевченка (Івано-Франківськ)
Парк культу́ри та відпочи́нку і́мені Т. Г. Шевче́нка — парк у місті Івано-Франківськ, розташований між вулицями Гетьмана Мазепи та Чорновола. 

## Історія
Ще в XVII ст. німецький мандрівник Ульріх фон Вердум згадує про дубовий гай, який ріс у місцевості теперішнього парку — на південному заході від міста. Це був густий дубовий ліс — залишок Чорного Лісу. Пізніше його стали називати «Звіринецька діброва» через наявних там різних диких звірів. Часто там полювали власники міста Потоцькі та їхні гості. Наприкінці XIX ст. внаслідок господарської діяльності ці землі були повністю перетворені на пасовиська та поля. 
Магістрат Станиславова 1 квітня 1890 року на засіданні затвердив комісію по вивченню питання створення в місті громадського парку. В результаті роботи комісії було прийнято рішення про розташування парку на місці «Радецького поля», там, де колись була діброва. У травні 1895 року міська рада винесла постанову про закладання міського парку площею 10 морґів та заклала в бюджеті 5000 злотих римських. 
Весною 1896 року почалися роботи із створення парку — висаджування дерев та формування клумб і алей. Планування парку здійснювалося під керівництвом міського садівника Каетана Місюровича. Садили дерева вже великими саджанцями по видових групах без єдиного принципу за пейзажним (англійським) стилем. Крім звичних для Галичини бука, дуба, граба, липи, ялини, модрини висаджували екзотичні рослини із розсадників Польщі, Франції, Америки. 
1898 року парку дали ім'я цісаревої Елізабет після її трагічної загибелі. 
У 1901 році встановлено газове освітлення — спочатку на алеї, що вела від вулиці Липової до Голуховського, літній ресторан із терасою. 
Згодом площу парку значно збільшили: в 1903 році на північній стороні докупили землю Соломона Туніса, також там знесли військові бараки. 
Не зберігся до наших днів пам'ятник Грюнвальдської битви, який стояв у парку Ельжбети (встановлено 1910 року в річницю 500-ліття Грюнвальдської битви). 
Від 1945 року парк перейменовано на теперішню назву — імені Т. Г. Шевченка. На той час парк займав 8 га. Площа збільшилася до 28 га після рішення міськради 21 грудня 1948 року приєднати колишній приватний парк Ромашкана разом із трьома ставками. Також тоді було винесено питання про необхідність виділення 100 000 карбованців на благоустрій парку. 
З 1972 року парк є парком-пам'яткою садово-паркового мистецтва (також має статус — дендрологічний парк). 
31 липня 2017 р. відкрито пам'ятник Шандору Петефі. Станом на 2016 рік парк займає площі 24,4 га.

## Рослини
У парку налічується 6203 дерева 62 видів (за даними інвентаризації в 1999 р.) Серед них переважають листопадні породи дерев — 50 видів, також є і шпилькові — 12 видів. 
Переважна більшість листопадних це: липа дрібнолиста (20%), клен гостролистий (15%), граб звичайний (10%). Із них цінні, декоративні:
- айлант — 2 екземпляри
- бархат амурський — 24 екз.
- гінкго дволопатеве — 8 екз.
- катальпа бігнонієвидна — 20 екз.
- клен сріблястий — 8 екз.
- платан східний — 6 екз.
- тюльпанове дерево — 1 екз.

Переважна більшість шпилькових це: ялина європейська (37%), сосна звичайна (12%), сосна чорна (9%). Із них цінні:
- сосна Веймута — 8 екз.
- модрина європейська — 27 екз.
- ялиця біла — 21 екз.
- ялина колюча — 4 екз.
- ялина колюча срібляста — 77 екз.
- туя західна — 127 екз.

## Зображення
- Парк ім. Шевченка. Центральна алея на stanislaw.in.ua [Архівовано 5 березня 2016 у Wayback Machine.]